# Chad Kroeger

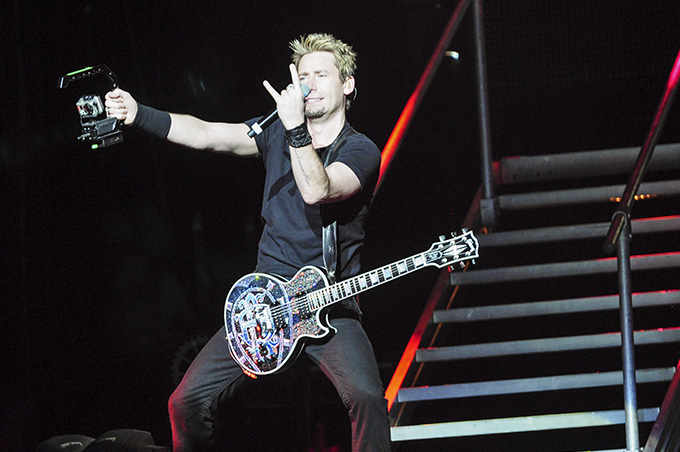

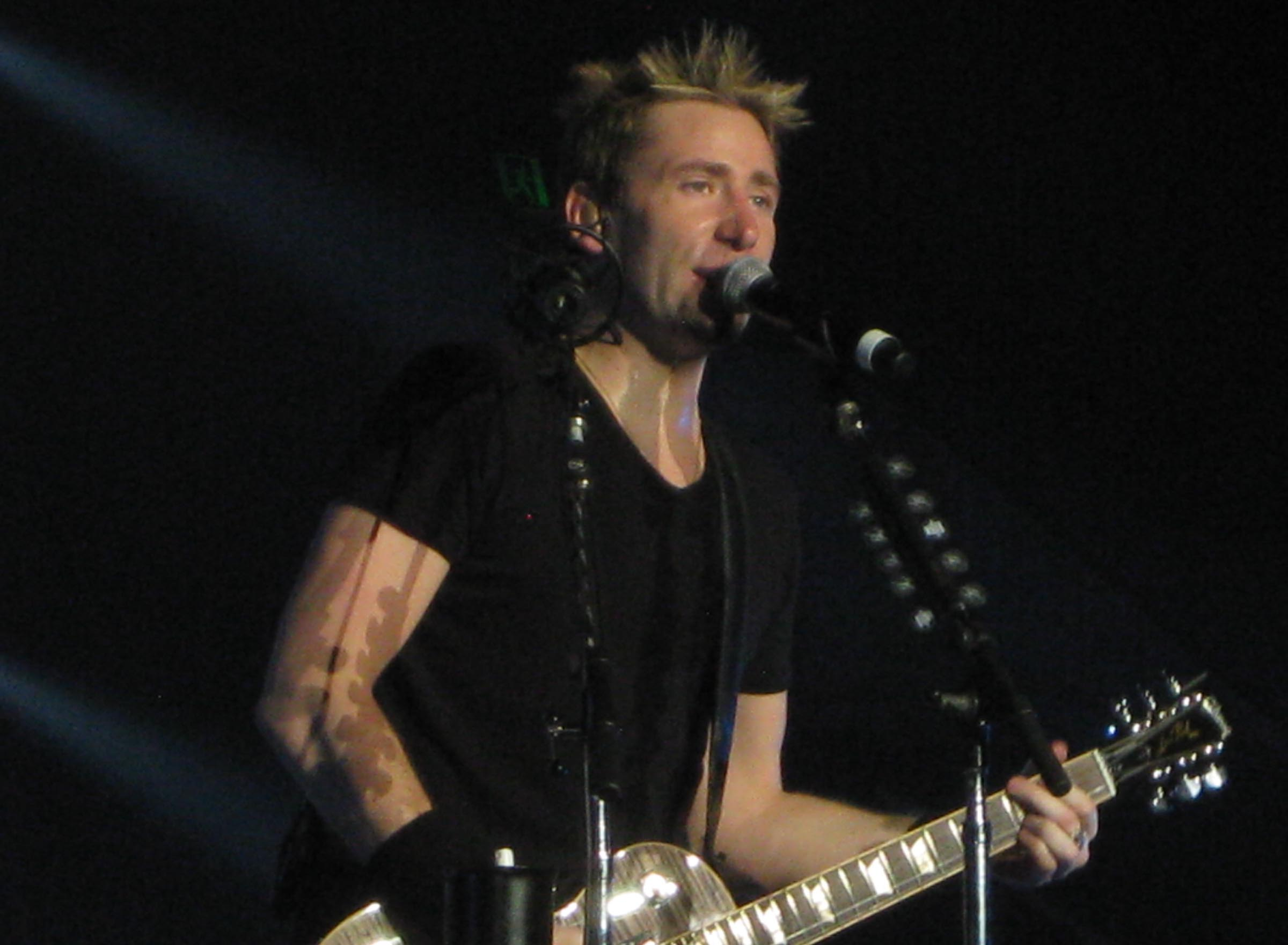

Chad Robert Kroeger, született Chad Robert Turton (Hanna, Alberta, 1974. november 15. –) kanadai dalszövegíró, a Nickelback kanadai rockzenekar énekes-gitárosa.

## Életrajz
Kroeger 1974. november 15-én a kanadai Hannában született. 13 évesen tanult meg gitározni és az 1990-es évek elején egy főképp feldolgozásokat játszó zenekar tagja volt, Mike Kroeger és Ryan Peake későbbi Nickelback tagokkal együtt. A banda feloszlását követően 1995-ben megalakult a Nickelback.
2002-ben társalapítója lett a 604 Records-nak. Több zenekarnak írt dalokat, például a Default-nak, a Theory of Deadmannek és Bo Bice-nak.

## Magánélete
Miután együtt dolgozott Avril Lavigne-nel, 2012 augusztusában eljegyezték egymást, majd 2013. július 1-jén összeházasodtak.

## Fordítás
- Ez a szócikk részben vagy egészben  a   Chad Kroeger című angol Wikipédia-szócikk fordításán alapul.  Az eredeti cikk szerkesztőit annak laptörténete sorolja fel. Ez a jelzés csupán a megfogalmazás eredetét és a szerzői jogokat jelzi, nem szolgál a cikkben szereplő információk forrásmegjelöléseként.